# (Glikogen-sintaza-D) fosfataza
(Glikogen-sintaza-D) fosfataza (EC 3.1.3.42, uridin difosfoglukoza-glikogen glukoziltransferazna fosfataza, UDP-glikogen glukoziltransferazna fosfataza, UDPglukoza-glikogen glukoziltransferazna fosfataza, glikogen glukoziltransferazna fosfataza, glikogen sintetazna fosfataza, glikogen sintazna fosfataza, glikogen sintazna D fosfataza, 2+ zavisna glikogen sintazna fosfataza, fosfataza tip 2_stepen_C) je enzim sa sistematskim imenom (UDP-glukoza:glikogen 4-alfa-D-glukoziltransferaza-D) fosfohidrolaza. Ovaj enzim katalizuje sledeću hemijsku reakciju
[glikogen-sintaza D] + 2O {\displaystyle \rightleftharpoons } [glikogen-sintaza I] + fosfat
Produkt je EC 2.4.1.11, glikogen(skrob) sintaza.

## Literatura
- Nicholas C. Price; Lewis Stevens (1999). Fundamentals of Enzymology: The Cell and Molecular Biology of Catalytic Proteins (Third изд.). USA: Oxford University Press. ISBN 019850229X.
- Eric J. Toone (2006). Advances in Enzymology and Related Areas of Molecular Biology, Protein Evolution (Volume 75 изд.). Wiley-Interscience. ISBN 0471205036.
- Branden C; Tooze J. Introduction to Protein Structure. New York, NY: Garland Publishing. ISBN 0-8153-2305-0.
- Irwin H. Segel. Enzyme Kinetics: Behavior and Analysis of Rapid Equilibrium and Steady-State Enzyme Systems (Book 44 изд.). Wiley Classics Library. ISBN 0471303097.
- William P. Jencks (1987). Catalysis in Chemistry and Enzymology. Dover Publications. ISBN 0486654605.

## Spoljašnje veze
- (glycogen-synthase-D)+phosphatase на 